# 김제시립도서관
김제시립도서관은 전북특별자치도 김제시에 있는 공립 도서관이다.

## 연혁
- 1993. 12. 22 김제시립도서관 본관 착공
- 1995. 12. 22 김제시립도서관 본관 준공
- 1995. 12. 27 김제시립도서관 본관 개관
- 1997. 04. 07 김제시립도서관 만경본관 착공
- 1998. 04. 01 김제시립도서관 만경분관 준공
- 1998. 11. 19 김제시립도서관 만경분관 개관
- 2003. 03. 24 김제시립도서관 금구분관 착공
- 2003. 12. 03 김제시립도서관 금구분관 준공
- 2005. 03. 30 김제시립도서관 금구분관 개관
- 2009. 11. 02 김제지평선어울림센터 내 어린이도서방 개관

## 이용 안내
일반열람실
- 평일: 07:00 ~ 23:00 (만경·금구 분관 :08:00 ~ 22:00)
- 토·일요일: 07:00 ~ 22:00
- 국경일: 07:00 ~ 18:00

자료열람실
- 평일: 09:00 ~ 22:00 (만경,금구,어린이도서방 :09:00 ~ 18:00)
- 토요일: 09:00 ~ 18:00 (만경,금구,어린이도서방)
- 정부가 지정하는 공휴일: 휴무

도서관휴관일
- 부분휴관: 정부가 지정하는 공휴일 (자료실 휴관, 일반열람실 개방)
- 전면휴관: 신정 및 설날, 추석 (자료실과 일반열람실 휴관)